# Emiliano Tamayo
Emiliano Tamayo (ur. 18 grudnia 1962) – kubański zapaśnik w stylu wolnym. Triumfator Igrzysk Ameryki Środkowej i Karaibów w 1986 i mistrzostw Centralnej Ameryki w 1984 roku. Wielokrotny zwycięzca różnych międzynarodowych turniejów zapaśniczych. Brązowy medal Igrzysk Panamerykańskich w 1983 w walkach sambo.